# إريك غويو
إريك غويو (بالفرنسية: Éric Guyot)‏ مواليد 10 مارس 1962 في بلفور، فرنسا، هو دراج فرنسي سابق.

## روابط خارجية
- إريك غويو على موقع أرشيف الدراجات (الإنجليزية)
- إريك غويو على موقع إحصائيات الدراجات الإحترافية (الإنجليزية)